# Jupiter (Costanza)
Jupiter è una stazione balneare (staţiune turistică in rumeno) sul Mar Nero nel distretto di Costanza. Dal punto di vista amministrativo fa parte della città di Mangalia. Non ha residenti stabili.

## Geografia fisica
Situato a sud del lago Tismana, è situato a sud di Neptun e le sue spiagge sono caratterizzate dalla presenza di numerosi golfi. Dista 1 km da sud di Neptun e 2 km a nord di Cap Aurora e 5 km dalla città di Mangalia

## Storia
Il complesso turistico è stato inaugurato il 1º luglio 1973 contemporaneamente alla stazione Cap Aurora

## Economia

### Turismo
La stazione è composta da più di 15 hotel situati nei pressi della spiaggia, da un campeggio e da un villaggio turistico
La lunghezza della spiaggia è di circa un chilometro

## Infrastrutture e trasporti
La stazione è raggiungibile con microbus della linea Costanza-Mangalia